# Tommy Newton
Tommy Newton (* 1. Juli 1957 in Stuttgart als Thomas Metzger-Newton) ist ein deutscher Hardrock-Gitarrist und Musikproduzent.
Der Sohn einer deutschen Mutter und eines amerikanischen Vaters spielte in einer Schülerband und nahm im Alter von 16 Jahren seine erste LP mit einer eigenen Band auf. Nach Aufnahmen mit der deutsch-italienischen Band Sphinx wurde er 1981 Mitglied von Peter Knorns Band Fargo in Hannover. Er nahm 1982 mit der Band das Album F auf. Nach dem Ende der folgenden Tournee verließen Gitarrist Peter Ladwig und Schlagzeuger Frank Tolle die Band und wurden durch John Lockton (Gitarre) und Bernie van der Graaf (Schlagzeug) ersetzt. Gemeinsam mit dem Sänger Pedro Schemm und dem Produzenten Ric Browde arbeitete die Gruppe am Nachfolgealbum zu F. Da Browde mit den gesanglichen Leistungen Schemms nicht einverstanden war, wurde der ehemalige Gary-Moore- und Ted-Nugent-Sänger Charlie Huhn verpflichtet.
Durch eine Empfehlung von Scorpions-Gitarrist Rudolf Schenker übernahm deren Manager David Krebs auch das Fargo-Management. Nach einem längeren Aufenthalt der Band in New York verschaffte Krebs ihr einen weltweiten Plattenvertrag bei CBS, machte aber die Umbenennung der Gruppe zur Bedingung. Krebs schlug dabei den Namen „Victory“ vor, wodurch das letzte Fargo-Album tatsächlich als das Debütalbum der scheinbar neuen Band Victory erschien, mit der er seitdem als Gitarrist und Produzent zusammenarbeitet.
Nachdem er schon Bands wie Steeler und Ayers Rock produziert hatte, gelang ihm mit den Helloween-Alben Keeper of the Seven Keys Part 1 und Part 2 (1987 und 1988), die 1,5 bzw. 1,8 Millionen Mal verkauft wurden, der Durchbruch als Produzent. 1990 ging er in die USA. Nach seiner Rückkehr gründete er 1993 das Studio Stairway to Heaven und später bei Celle die Areas 51 Recording Studios.
Nach der Wiedervereinigung von Victory tourte Newton wieder mit der Band, u. a. durch Bulgarien und Russland, trat beim Wacken-Open-Air-Festival auf und nahm 2006 an einer Europatournee teil. Im Januar 2007 erlitt er einen Herzinfarkt, von dem er sich aber schnell erholte. Nach nur drei abgesagten Konzerten stand er am 23. Februar 2007 beim Break the Barriers-Festival in Bremen wieder mit auf der Bühne.

## Diskografie
Fargo
- 1982 – F

Victory
- 1985 – Victory
- 1986 – Don’t Get Mad ... Get Even
- 1987 – Hungry Hearts
- 1988 – That’s Live (live)
- 1989 – Culture Killed The Native
- 1990 – Temples of Gold
- 1992 – You Bought It – You Name It
- 1993 – Liveline (live)
- 1996 – Voiceprint
- 2003 – Instinct
- 2006 – Fuel to the Fire
- 2011 – Don’t Talk Science